# 1949 en droit
Cet article présente les faits marquants de l'année 1949 en droit.

## Chronologie

### Avril
- 4 avril : création de l'OTAN.

### Mai
- 5 mai, Europe : création du Conseil de l'Europe.